# Momma
Momma — американская инди-рок-группа из Калабасаса, Калифорния, базирующаяся в Бруклине, Нью-Йорк. Momma была сформирована в 2015 году Эттой Фридман и Аллегрой Вайнгартен, которые дружили с тех пор, как познакомились в школе Viewpoint. Группа подписала контракт с Polyvinyl Record Co. после того, как лейбл неожиданно написал им по электронной почте.
Momma выпустили свой первый альбом Interloper в 2018 году на лейбле Danger Collective Records. 24 февраля 2020 года Momma анонсировали свой второй альбом Two Of Me, вместе с новой песней «Double Dare». 6 апреля 2020 года Momma поделились еще одной песней с альбома «Biohazard». Альбом был записан во время летних каникул, когда участники учились в колледже. Альбом был описан как концептуальный альбом «о жизни в маленьком городке в альтернативной реальности». Группа выпустила свой третий альбом Household Name 1 июля 2022 года на лейблах Polyvinyl и Lucky Number, получив признание критиков.

## Характеристики
Стиль
Марси Донельсон из AllMusic назвала Momma «риффовым, задумчивым инди-роком».

## Дискография
Альбомы
- Interloper (2018)
- Two of Me (2020)
- Household Name (2022)
- Welcome to My Blue Sky (2025)